# Wegekreuz am neuen Friedhof (Hochkirchen)

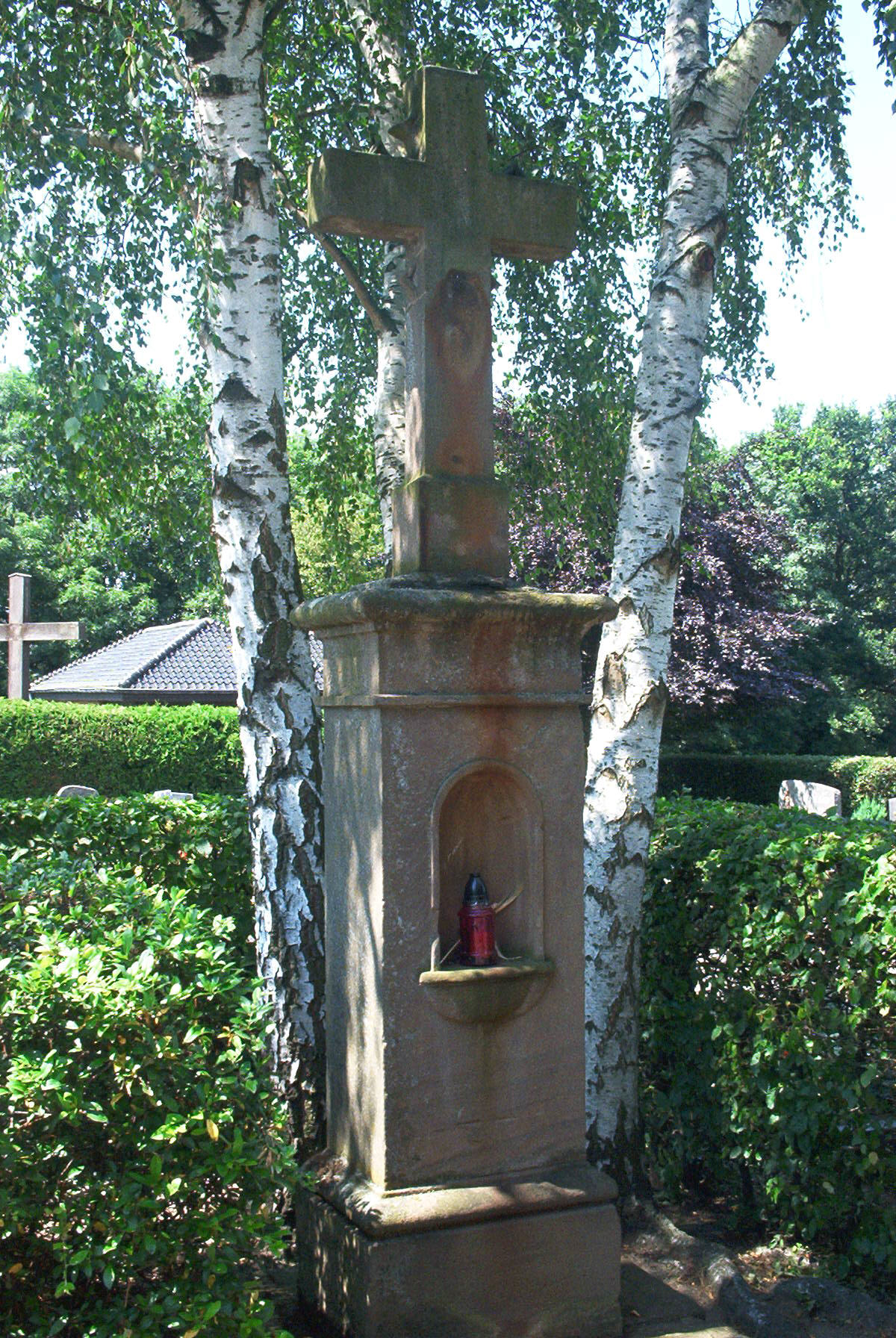
Das Kreuz

Das Wegekreuz Am neuen Friedhof steht in Hochkirchen, einem Ortsteil der Gemeinde Nörvenich im Kreis Düren, Nordrhein-Westfalen in der verlängerten Kirchstraße.
1859 ließ Pastor Leonhard Conraths, der von 1845 bis 1859 in Hochkirchen wirkte, am Weg von der Kirche nach Nörvenich, heute am Parkstreifen vor dem Friedhof, ein Kreuz aufstellen, das auch heute noch dort seinen Platz hat.
Aus der schon 1969 verstümmelten Inschrift konnte im Chronogramm die Jahreszahl 1859 entziffert werden. Vermutlich lautete die lateinische Inschrift (frei übersetzt): Dieses Kreuz hat Leonhard Conraths, zurzeit Pastor in Hochkirchen, aufstellen lassen. 
Eine von der Gemeinde Nörvenich durchgeführte Steinhärtung hat keinen Erfolg gehabt, die Beschriftung ist heute völlig abgewittert. Das Kreuz steht unter Denkmalschutz. Es wurde am 14. März 1985 in die Denkmalliste der Gemeinde Nörvenich unter Nr. 35 eingetragen.